# Bad Gandersheim
Bad Gandersheim é uma cidade da Alemanha localizada no distrito de Northeim, estado de Baixa Saxônia.